# Hattie Donaldson
Henrietta "Hattie" Donaldson, gift Briggs, född 4 maj 1909 i Nipissing, Ontario, död 9 maj 1998 i Huntsville, Ontario, var en kanadensisk skridskoåkare. Hon deltog i uppvisningsgrenen skridsko för damer i de Olympiska vinterspelen 1932 i Lake Placid. Hon kom tvåa på 1 000 meter, men kvalade inte in till finalen på de andra två distanserna.